# 張鴻翥
張鴻翥（1868年—1931年），字长河，号高腾，江西饶州鄱阳东湖里人，清朝武状元，軍事將領。
光绪二十年（1894年），登甲午科武進士第一名，授頭等侍衛。宣統元年（1909年），出任湖北參將、德安參將等。辛亥革命后歸鄉務農。民国二十年（1931年）去世。